# Польгар, Альфред
Альфред По́льгар (нем. Alfred Polgar; настоящее имя Альфред Полак (нем. Alfred Polak), псевдонимы: Archibald Douglas, L. A. Terne; 17 октября 1873, Вена — 24 апреля 1955, Цюрих) — австрийский писатель, афорист, критик и переводчик.

## Биография
Родился в семье ассимилировавшихся евреев Йозефа и Генриетты Полак в районе Леопольдштадт. Родители вели школу игры на фортепиано. По окончании гимназии и коммерческого училища в 1895 году получил место редактора в газете Wiener Allgemeine Zeitung и поначалу писал репортажи с судебных и парламентских слушаний. Позднее получил должность специального редактора по фельетонам.
Начиная с 1905 года регулярно писал для журнала Зигфрида Якобсона Schaubühne. Помимо этого, писал для кабаре. Совместно с Эгоном Фриделем написал юмористическую пьесу «Гёте. Гротеск в двух картинах» (Goethe. Eine Groteske in zwei Bildern, 1908), успешно пародировавшую преподавание литературы в школе, когда сам Гёте является на экзамен по жизни и творчеству Гёте и проваливается на нём. В том же 1908 году издал первую книгу «Источник зла» (Der Quell des Übels). В это время чаще всего его можно было встретить в обществе Петера Альтенберга, Антона Ку и Эгона Фриделя в кафе «Централь», где в наблюдениях за происходящим он собирал материал для своего творчества.
Занимался также литературной обработкой и переводами театральных пьес, например, Иоганна Нестроя, и в 1913 году перевёл с венгерского на немецкий язык пьесу Ференца Мольнара «Лилиом». Он перенёс действие в венский Пратер и добавил пролог, что обеспечило до того времени неудачной пьесе мировое признание после триумфальной премьеры 28 февраля 1913 года в венском Театре в Йозефштадте.
Во время Первой мировой войны работал в военном архиве, продолжал писать для газет, в частности, для выходившей на немецком языке венгерской газеты Pester Lloyd. По окончании войны заведовал отделом фельетонов в газете Der Neue Tag. Совместно с Эгоном Фриделем, начиная с 1921 года выпускал журнал Böse Buben Journal. В 1920-е годы проживал преимущественно в Берлине, публиковал статьи в газетах «Берлинер Тагеблатт» и Prager Tagblatt. В октябре 1929 года женился на Элизе Лёви, урождённой Мюллер.
После прихода к власти национал-социалистов его книги сжигались, и он вернулся в Вену через Прагу. В 1938 году после аншлюса Австрии в очередной раз был вынужден бежать. Через Цюрих эмигрировал в Париж и вступил в «Лигу за духовную Австрию», в которую также входили Фриц Брюгель, Гина Каус, Эмиль Альфонс Райнхардт, Йозеф Рот и Франц Верфель.
После вступления немцев во Францию в 1940 году бежал в Марсель, откуда в октябре того же года ему удалось эмигрировать в США через Испанию и Лиссабон.
В Голливуде работал сценаристом для Metro-Goldwyn-Mayer. С 1943 года проживал в Нью-Йорке, получил американское гражданство. Писал для эмигрантских газет, например, Aufbau, американского Time и аргентинской «Панорамы».
В 1949 году вернулся в Европу и обосновался в Цюрихе, где и умер. Похоронен на кладбище Зильфельд в Цюрихе.

## Творчество
- «Источник зла»
- «Движение — всё»
- «Чёрное и белое»
- «По этому случаю»
- «Да и нет»
- «Мирная жизнь солдат»
- «Смерть Тальма»
- «Растратчики»